# Langues senoïques
Les langues senoïques, également appelées sakai, sont un groupe de langues asliennes parlées par environ 33 000 personnes habitant la chaîne montagneuse principale de la Péninsule Malaise. Les principales sont le semai et le temiar (en) aux côtés du lanoh (en), du sabüm (en) et du semnam (en).